# Église Notre-Dame-de-Lourdes de Canela
Cette  cathédrale n’est pas la seule cathédrale Notre-Dame-de-Lourdes.
La Église de Notre-Dame-de-Lourdes (en portugais : Igreja Nossa Senhora de Lourdes) est une église catholique brésilienne, située dans la ville de Canela dans le Rio Grande do Sul. Est connu à tort par les touristes comme Catedral de Pedra (« cathédrale de pierre » en portugais) bien que l'église ne soit pas une cathédrale, car la ville de Canela fait partie du Diocèse de Novo Hamburgo. Le église est l'une des principales attractions touristiques de la Serra Gaúcha.